# 指數大廈
指數大廈，是一幢位於阿拉伯聯合酋長國迪拜的摩天大樓，有80層，高328米（1,076呎）。

## 概述
指數大廈位於迪拜国际金融中心，是迪拜其中一個最繁忙的地區。而指數大廈就是迪拜国际金融中心區的其中一個地標，全因其設計與傳統摩天大樓完全不同，並且是迪拜首個因應地區氣候設計的摩天大樓。指數大廈於2011年位列全球第42高的摩天大樓，樓高80層，每層約高4.1米（13.45呎）。指數大廈是一幢多用途大廈是，其中最底的25層是不同跨國公司的辦公室，而對上的47層則是一些豪華居住單位。在這47層居屋中，最底的40層是普通房間，而最高的7層則是供特別人物專用的豪華顶层房間。在12間顶层房間中，住戶能看見整個迪拜市，以及阿拉伯海湾的海岸线。而剩下來的8層中，有3层是用作開設零售商舖，而其餘的則為其他用途。另外，指數大廈亦擁有16部高速電梯。
指數大廈亦設有一能容納2,442輛汽車的停車場。 而位於第30層的空中大廳則分開了辦公室和居屋，並容納了如泳池和健身房等娱乐设施。空中大廳亦擁有一些餐馆和咖啡馆。

## 設計
指數大廈的建築團隊為建造了米約高架橋和英国政治经济图书馆等著名建築的福斯特+帕切尼斯。開發商為開發「石灰石房子」、「马达城市」等物業的聯合物業公司。而結構工程團隊則是曾經負責凱悅中心等結構工程的霍尔沃森+帕切尼斯。
指數大廈剛好位於东西轴线上，使其东面及西面的混凝土牆壁能夠抵禦沙漠炎熱的太陽，以及其他沙漠的惡劣環境。這些混凝土牆壁能夠保护指數大廈內的人免受早上及黃昏時刺眼及炎熱的陽光。而這些混凝土牆壁則只能保護向北的房間免受中午時段的陽光，但中午時段的陽光並不刺眼及炎熱，因此對指數大廈內的人影響不大。另外，因為向南的房間會受中午時段的陽光影響，因此設計師將天棚加裝在面向南方的房間的窗戶上，減少進入房間的陽光。
指數大廈亦是該地區首個因應地區氣候而作出適當調整的摩天大樓之一。因其設計完全順著地區氣候而建，所以指數大廈不會因炎熱的太陽致使室溫升高，從而大大地減低大樓對空調的需求，並達到環保這個目的。即使在炎熱的夏天中，因大廈的設計能阻擋大部份陽光，因此大樓室內氣溫絕不會超過攝氏28度。
於2011年6月，指數大廈榮獲由世界高層建築與都市人居學會頒發的「2011年中東及非洲最佳摩天大樓獎」。

## 外部連結
- CTBUH[]
- 聯合物業：指數大廈
- 福斯特+帕切尼斯 - 项目 - 指數大廈 （页面存档备份，存于）
- 霍尔沃森+帕切尼斯 - 项目 - 指數大廈 （页面存档备份，存于）